# Noche oscura del alma

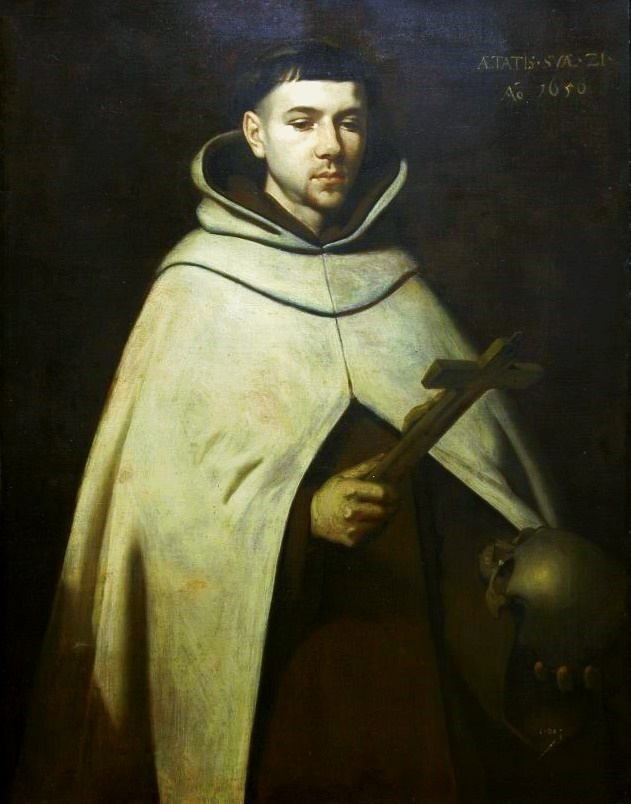
Juan de la Cruz, autor del poema La noche oscura del alma, que popularizó el término

"Noche oscura del alma" es una metáfora y concepto religioso utilizado para describir una fase en la vida espiritual de una persona, marcada por un sentido de soledad y desolación que llevan al individuo a dudar de la existencia de un Dios o a dejar de sentir una conexión espiritual con un ser superior. La frase es referenciada en tradiciones espirituales de todo el mundo, pero en particular en el cristianismo, ya que proviene del poema La noche oscura del alma, escrito por el místico católico Juan de la Cruz en el siglo XVI.

## Origen del término
La noche oscura del alma es el título de un poema escrito por el místico católico y poeta español del siglo XVI Juan de la Cruz, así como de un tratado que escribiría más tarde, haciendo comentarios sobre el poema. San Juan de la Cruz era un sacerdote de la Orden de los Carmelitas Descalzos. Su poema narra el viaje del alma desde su casa corporal hasta su unión con Dios. El viaje se denomina "La noche oscura" en parte porque la oscuridad representa el hecho de que su destino, Dios, es incomprensible, como en el clásico místico del siglo XIV La nube del desconocimiento, que fue también una guía espiritual. Ambas obras derivan de los tratados de Pseudo-Dionisio Areopagita, y del neoplatonismo cristiano, que se centran en el camino de la vía negativa para descubrir a Dios como entidad pura, más allá de toda capacidad de concepción mental; por lo tanto, sin imagen o forma definitiva, el camino a Dios es per se incognoscible.
El título de la obra no refiere a las dificultades de la vida en general, aunque es comprensible que la frase se haya tomado para referirse a tales pruebas. San Juan de la Cruz, de hecho, no usa el término "noche oscura del alma", sino solo "noche oscura".

## Poema y tratado por San Juan de la Cruz
La noche que experimenta el alma son las dos purificaciones necesarias en el camino a la unión divina: la primera es de la parte sensorial o sensitiva del alma, la segunda de la parte espiritual. Tales purificaciones comprenden la primera de las tres etapas del viaje místico, seguidas de las de iluminación y luego de la unión con la divinidad. El poema se divide en tres partes, correspondientes a esas tres etapas del proceso místico: la vía purgativa (dos primeras estrofas), la iluminativa (las dos siguientes, aunque la quinta es la transición) y la vía unitiva (cinco últimas estrofas). Las últimas estrofas describen el éxtasis de la amada, quien se liberó de su cuidado (ansiedad). Literalmente, se describe a una mujer que alcanzó la plenitud tras un encuentro amoroso satisfactorio, si bien el poema debe ser leído como alegoría del camino que recorre el alma en su afán por unirse con Dios. Al final, el alma logra encontrarse con su Amado, acariciarlo y gozar de su intimidad: es la fusión con Dios donde el alma se abandona en Él.
La tesis del poema es la gozosa experiencia de ser guiados hacia Dios, en la que la única luz en esta noche oscura es la que arde en el alma, que Juan de la Cruz describe como una guía más segura que el sol del mediodía: "Aquesta me guiaba, más cierto que la luz del mediodía". Se describe esta luz como guiando al alma comprometida en el viaje místico hacia la unión divina.
La obra también refiere a los peldaños en la escalera del amor místico, descritos antes por San Juan Clímaco, San Tomás de Aquino y, en parte, por Aristóteles. El tiempo o lugar de composición son difusos. Quizás el poema fuera escrito entre 1577 y 1579, y mientras Juan de la Cruz estaba preso en Toledo, aunque las declaraciones de ello no convencen ni tienen origen claro.
Los tratados, escritos en algún momento entre 1578 y 1585, son exhaustivos comentarios al poema, explicando su significado línea por línea. El Padre Lucinio del SS Sacramento, que editó la edición crítica, con apuntes sumamente completos, de las "Obras Completas de Juan de la Cruz" en la serie Biblioteca de Autores Cristianos, escribe que “la idea de la 'noche' para analizar la compleja psicología del alma bajo la influencia purificadora de la gracia es la creación simbólica más original y fructífera de la doctrina del Doctor Místico". Lucinio afirma, citando a Andrés de la Encarnación y P. Silverio de Santa Teresa, que la "Noche oscura" y el "Ascenso al Monte Carmelo" deberían ser considerados como una obra única.
La filósofa y mística cristiana Simone Weil analizó la naturaleza de la noche oscura, en la que reconoció la resonancia cristiana de pasajes de Esquilo y Sófocles: "Es cuando el alma exhausta dejó de esperar a Dios, cuando la desgracia exterior o la sequedad interior le hizo creer que Dios no es real, pero si sin embargo lo sigue amando, si le horrorizan los bienes que buscan sustituirlo, es entonces cuando Dios, al pasar un tiempo, se acerca de nuevo a ella, se muestra, le habla y la premia. Esto es lo que San Juan de la Cruz llama 'noche oscura'".

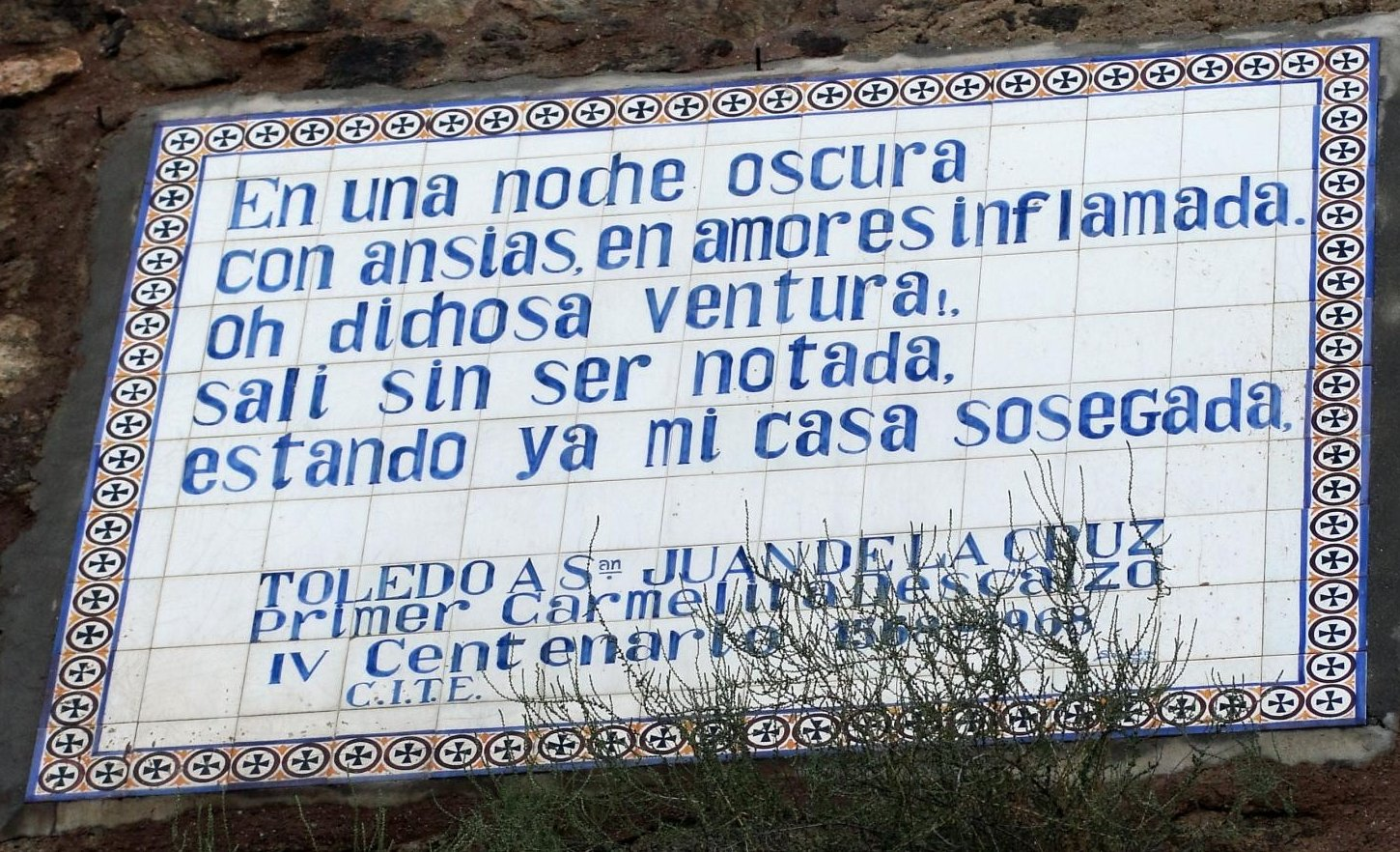
En una noche oscura …, Placa en el antiguo Convento del Carmen en Toledo

### Recursos estilísticos

#### Métrica
El poema consta de 8 liras de 5 versos. La lira es una estrofa de origen italiano traída a España por Garcilaso de la Vega. Cada estrofa consta de dos endecasílabos (el segundo y quinto verso) y tres heptasílabos, con rima consonante.

#### Figuras retóricas
Al comienzo del poema, la alegría de la amada se destaca con repeticiones  de la consonante “n”  en el segundo verso: “con ansias, en amores inflamada” y de la “s” en la primera estrofa, simulando un susurro: “salí sin ser notada” y la exclamación del tercer verso en el octavo: “¡oh dichosa ventura!”
En la primera estrofa el autor nos muestra también a través de una antítesis (inflamada, sosegada), como el alma al mismo tiempo está ansiosa por encontrarse con Dios y, a la vez, encuentra paz.
El poeta da importancia a la noche como tiempo idóneo para encontrarse con el Amado, como puede verse en el empleo de varios recursos retóricos: anáfora: “a oscuras”, al comienzo de los versos seis y nueve; pleonasmo en el primer verso: “noche oscura”, con el que da mayor intensidad a un rasgo propio de la noche como es la oscuridad. También emplea el hipérbaton en los versos uno y once: “en una noche oscura” y “en la noche dichosa”, que preceden al verbo “salir”, que aparece en la primera estrofa y se sobrentiende en la tercera. En el verso 21 se sirve de la paradoja  “¡oh noche, qué guiaste!”, en la que la noche, a pesar de la oscuridad, posibilita la acción de forma contraria a lo habitual, orientando en vez de llevando a la perdición. De forma semejante, utiliza la antítesis en el verso 22 "¡Oh noche amable más que la alborada!", con los términos opuestos "noche" y "alborada".
A través de la metáfora el poeta contrasta la negrura de la noche con la luz interior: verso 14 “luz y guía”, verso 15 “el corazón ardía”, aparece representado el amor como símbolo que guía el camino de este encuentro.
Por medio de la aliteración de la “d” y “m” en los versos 36 y 38 “quédeme y olvídeme”, “cesó todo y déjeme”, potencia la sensación de paz encontrada. De la misma forma se emplea en los versos 4 y 5: "salí sin ser notada / estando ya mi casa sosegada". En este caso, se repite el sonido "s", fonema que se pronuncia para pedir silencio, para recalcar ese hecho, el del silencio con el que sale para que no la vean.
El paralelismo (repetición) en los versos 5  y 10 "estando ya mi casa sosegada" es empleado para recordarle al lector la importancia de que el alma deje atrás sus pecados para poder unirse con Dios.

#### Tiempos verbales
"Es curioso observar como el cambio temático -de la purificación a la iluminación-unión- está relacionado con los tiempos verbales: pasados en la primera; imperfecto (con prolongación temporal) en la segunda fase. La explicación se halla en la aclaración general que sigue a los versos, estos se pronuncian desde un presente mirando a un pasado." El alma ya ha alcanzado la perfección, que es la unión de amor con Dios, habiendo ya pasado por el ejercicio espiritual del llamado "camino estrecho de la vida eterna" (Mt. 7, 14). Ya el epígrafe al poema da la pauta de la perspectiva de la narración: "Canciones del alma que se goza de haber llegado al alto estado de la perfección, que es la unión con Dios, por el camino de la negación espiritual."

### San Juan de la Cruz y Carl Gustav Jung
Si bien el psicólogo Carl Gustav Jung y San Juan de la Cruz parten de premisas y niveles de experiencia completamente diferentes, están ambos interesados en última instancia en el proceso de maduración y desarrollo del ser humano hacia sí mismo, que incluye o posibilita también la experiencia de Dios. Utilizando diferentes métodos y términos que no deben ser confundidos, ambos tratan de describir lo que sucede cuando el hombre se abre radicalmente a sí mismo y a lo divino, cuando está listo para ampliar los límites de su conciencia estrecha y siempre unilateral para trascender la experiencia hacia la totalidad, dejándose guiar por el inconsciente y por Dios.
Por eso no es de extrañar que Jung se encuentre a sí mismo y a su proceso de individuación en los escritos de Juan de la Cruz, como él mismo subraya expresamente en varios lugares de sus obras. "Hay monumentos de la historia intelectual de un tipo muy diferente que son ilustraciones positivas de nuestro proceso [...] En un lenguaje muy diferente [...] San Juan de la Cruz describió el mismo problema como la 'noche oscura del alma'. El hecho de que nos veamos obligados a establecer analogías con el campo de la psicopatología, por un lado, y con el de la mística oriental y occidental, por otro, radica en la naturaleza de las cosas: el proceso de individuación es un fenómeno psicológico límite que requiere condiciones muy especiales para tomar conciencia de si mismo. Es quizás el comienzo de un desarrollo que tomará una humanidad futura."

## Uso del término en la tradición cristiana
El término "noche oscura (del alma)" se utiliza en el cristianismo para una crisis espiritual en un viaje hacia la unión con Dios, similar a lo descrito por San Juan de la Cruz.
Santa Teresa de Lisieux, una Carmelita francesa del siglo XIX, sufrió dolorosamente este prolongado período de oscuridad espiritual. Centrándose en dudas sobre la vida después de la muerte, según se dice, explicaba a sus amigas monjas "de si sabían en qué oscuridad estaba sumergida."
Aunque esta crisis es normalmente provisional por naturaleza, también puede durar períodos largos. La "noche oscura" de San Pablo de la Cruz en el siglo XVIII duró 45 años, de la cual se recuperó. Teresa de Calcuta, según cartas escritas en 2007, "puede ser el caso más conocido oficialmente", de este tipo de crisis, desde 1948 casi hasta su muerte en 1997, la sufrió, con solamente breves períodos de alivio. El fraile franciscano Benedict Groeschel, un amigo de la Madre Teresa durante una gran parte de su vida, declaró que la oscuridad le marchaba hacia el final de su vida.
Típicamente para un creyente en la noche oscura del alma, las disciplinas espirituales (como oración y dedicación coherente en Dios) de repente parece que pierden todo su valor; la oración tradicional es extremadamente difícil e ingrata por un período extendido de tiempo durante esta "noche oscura." El individuo puede sentir que como si Dios lo hubiera abandonado de repente. Y su vida de oración se hubiera colapsado.
Más que ocasionando la devastación permanente, la noche oscura se ve por los místicos y otros como una bendición disfrazada, por lo que el individuo está desnudo (a oscuras) del éxtasis espiritual asociado con actos de virtud. Aunque el individuo puede por un tiempo parecer que decline aparentemente sus prácticas de virtud, en realidad se vuelve más virtuoso, en la medida que está siendo virtuoso menos para las recompensas espirituales (éxtasis) obtenidas y más por un amor verdadero por Dios. Es este purgatorio, un purgatorio del alma, que lleva pureza y unión con Dios.

## Sufismo
Ciertos estudiosos sugieren que este concepto de la noche oscura del alma proviene de una influencia del sufí andalusí Ibn Abbad al-Rundi y, más generalmente, de la Shadhiliyya, y dibujan conexiones detalladas entre estas enseñanzas y los de san Juan de la Cruz. Otros estudiosos empero, como José Nieto, sostienen que esta doctrina mística es bastante universal y que las similitudes que existen entre los trabajos de San Juan y de Ibn Abbad son el fruto de un desarrollo independiente y no de una influencia.

## En el budismo
Según la meditación del  budismo vipassana el practicante pasa por "dieciséis etapas del pensamiento" (nanas) en su búsqueda del 'despertar'. De estos, los pasos cinco a diez son "el conocimiento del sufrimiento" (dukkha nanas), y los budistas occidentales y los profesores de budismo regularmente comparan esta experiencia en la Noche oscura, por ejemplo Jack Engler.
Los cinco pasos son: conocimiento de disolución (bhanga nana); conocimiento del temor  (bhaya nana); conocimiento de sufrimiento (adinava nana); conocimiento del asco (nibbida nana); conocimiento del deseo de liberarse (muncitukamayata nana) y conocimiento de recontemplación (patisankha nana). Todo eso sería necesario ya que una vez superados estos pasos se llega al decimocuarto que es el del "Conocimiento del camino" (maga nana).
Estas experiencias han conducido a la especulación que la Noche oscura es un estado espiritual o místico reconocido independientemente de un sistema de valores específico. El autor budista Daniel Ingram, que también invoca a San Juan, utiliza el término "mapas" para la secuencia de estados mentales: "Los mapas cristianos, los mapas sufíes, los mapas budistas de los tibetanos y del theravada, así como los mapas de cabalistas e hindúes son extraordinariamente coherentes en sus fundamentos. (…) Estos mapas, de los budistas u otros, hablan de algo inherente sobre la manera en que la mente avanza en el camino de la sabiduría fundamental de la mente y del cuerpo."
No todas las variantes del budismo reconocen estas etapas.

## En la cultura popular
- Noche oscura del alma Op. 32 (1939) es una pieza para orquesta y voz del compositor noruego Fartein Valen (1887-1952)[22]

- F. Scott Fitzgerald escribía la frase famosa "La real noche oscura del alma pasa siempre a las tres en punto de la madrugada" en The Crack-Up

- El escritor satírico Douglas Adams satirizaba la frase en el título de su novela de ciencia ficción de 1988, The Long Dark Tea-Time of the Soul
- La noche oscura (1989) es una película dirigida por Carlos Saura, quien también escribió el guion a partir de textos de San Juan de la Cruz. Juan Diego interpretó el papel de San Juan de la Cruz.

- El grupo de rock Sparklehorse junto con su productor Danger Mouse y el director y artista visual David Lynch colaborando con otros artistas como Suzanne Vega, Vic Chesnutt, Jason Lytle y Wayne Coyne han creado un proyecto audiovisual llamado Danger Mouse and Sparklehorse Present: Dark Night of the Soul.[23]

- Loreena McKennitt lo adapta en su álbum The Mask and Mirror (1994).[24]

- El cantante y guitarrista canadiense Steve Bell en su álbum Romantics & Mystics, en 1997.[25]

- The Get Up Kids, en su álbum Guilt Show de 2004.[26]

- El grupo de Heavy Metal Mayhem en su disco Chimera de 2004.[27]

- El artista de hip hop cristiano Shai Linne en el The Solus Christus proyect de 2005.[28]

- La banda noruega Ulver en su disco Messe I.X-VI.X [29]
- La canción "Silenty Lucidity", del grupo Queensryche parece aludir a la "noche oscura del alma", junto con el sueño lúcido, y al temor de perder la vida uno mismo o de que la pierda algún ser querido.
- Noche Oscura del compositor, guitarrista y cantante español Amancio Prada es una interpretación muy emotiva del texto[30]

- «La noche oscura del alma» (2017) es el título de un episodio de la serie de televisión Queen of the South, dirigida por Tina Mabry.[31]

- En noviembre de 2019 se lanzó por el día de los muertos, el material discográfico "La Noche Oscura del Alma EP", de la legendaria agrupación latina de Doom Metal Total Death un nuevo puñado de canciones que expresan este estado emocional lleno de dolor y angustia, canciones que hacen alusión a este tipo de crisis existencial.

- El personaje que interpreta Bill Murray en la película Groundhog Day hace una referencia a la Noche oscura del alma.

- En el episodio final de Father Ted ("Yéndose a América"), el Padre sacerdote Kevin deprimido explica a Ted que está experimentando la "noche oscura del alma".

- En el episodio 5371 de la serie de los Estados Unidos The Bold and the Beautiful, Bridget Forrester (Ashley Jones) y Brooke Logan (Katherine Kelly Lang) hablan de espiritualidad y el propósito de la existencia humana a través de la referencia y la cita directa de la "Noche oscura del alma".